# 指名
| ウィキペディアには「指名」という見出しの百科事典記事はありません（タイトルに「指名」を含むページの一覧/「指名」で始まるページの一覧）。 代わりにウィクショナリーのページ「指名」が役に立つかもしれません。 |